# Donatas Rumšas
Donatas Rumšas (21 maart 1988) is een Litouws voetbalscheidsrechter. Hij werd vanaf 2016 opgenomen door FIFA en UEFA en fluit sindsdien internationale wedstrijden. Hij is ook actief in de UEFA Youth League.
Op 30 juni 2016 maakte Rumšas zijn debuut in Europees verband tijdens een wedstrijd tussen UE Santa Coloma en NK Lokomotiva Zagreb in de voorrondes van de UEFA Europa League. De wedstrijd eindigde op 1–3.
Zijn eerste interland floot hij op 10 juni 2019 toen Faeröer 0–2 verloor tegen Noorwegen.

## Interlands
| Datum            | Plaats              | Wedstrijd                | Uitslag | Competitie                  | Kreeg geel | Kreeg voor de tweede keer geel en dus rood | Weggestuurd |
| ---------------- | ------------------- | ------------------------ | ------- | --------------------------- | ---------- | ------------------------------------------ | ----------- |
| 10 juni 2019     | Tórshavn, Faeröer   | Faeröer – Noorwegen      | 0 – 2   | Kwalificatie EK 2020        | 2          | 0                                          | 0           |
| 5 september 2020 | Tallinn, Estland    | Estland – Georgië        | 0 – 1   | UEFA Nations League 2020/21 | 5          | 0                                          | 0           |
| 15 november 2020 | Sofia, Bulgarije    | Bulgarije – Finland      | 1 – 2   | UEFA Nations League 2020/21 | 8          | 0                                          | 0           |
| 30 maart 2021    | Leuven, België      | België – Wit-Rusland     | 8 – 0   | Kwalificatie WK 2022        | 0          | 0                                          | 0           |
| 1 september 2021 | Astana, Kazachstan  | Kazachstan - Oekraïne    | 2 - 2   | Kwalificatie WK 2022        | 4          | 0                                          | 0           |
| 9 oktober 2021   | Batoemi, Georgië    | Georgië - Griekenland    | 0 - 2   | Kwalificatie WK 2022        | 7          | 0                                          | 0           |
| 10 juni 2022     | Bakoe, Azerbeidzjan | Azerbeidzjan - Slowakije | 0 - 1   | UEFA Nations League 2022/23 | 6          | 0                                          | 0           |

Laatste aanpassing op 12 juni 2022